# Off the Record (Karl Bartos)
Off the Record è il secondo album in studio da solista del musicista tedesco Karl Bartos, pubblicato nel 2013.

## Tracce
Testi e musiche di Karl Bartos, eccetto dove indicato.
1. Atomium – 3:16
2. Nachtfahrt – 3:30
3. International Velvet – 4:38
4. Without a Trace of Emotion – 3:28
5. The Binary Code – 1:42
6. Musica Ex Machina (Bartos, Johnny Marr, Bernard Sumner) – 5:16
7. The Tuning of the World – 3:33
8. Instant Bayeruth – 3:36
9. Vox Humana – 2:56
10. Rhythmus – 4:17
11. Silence – 0:06
12. Hausmusik – 3:30